# Grande Prémio de Pau
  
O Grande Prémio de Pau (em francês:  Grand Prix de Pau) é uma corrida automobilística realizada em Pau, no departamento dos Pirenéus Atlânticos, no sudoeste da França . O Grande Prémio de França foi realizado em Pau em 1930, levando à realização anual do Grande Prémio de Pau em 1933. Não foi realizado durante a Segunda Guerra Mundial e em 2020–2021 devido à pandemia de COVID-19 .

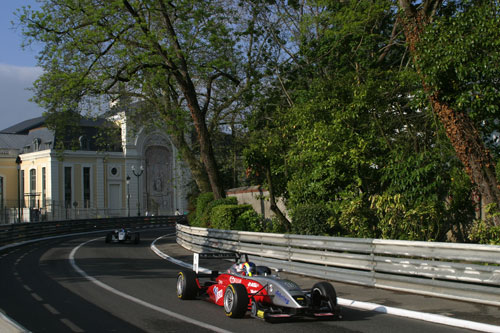
O piloto brasileiro Átila Abreu pilota o pitoresco Circuito de Pau em 2005

A corrida acontece no centro da cidade, onde as vias públicas são fechadas para criar um circuito citadino, e ao longo dos anos o evento tem se conformado de várias maneiras às regras do Grande Prémio, Fórmula 1, Fórmula 2, Fórmula 3000, Fórmula 3, Fórmula Libre, corridas de carros desportivos e corridas de carros de turismo .
Em 2021, a Autocar incluiu o Grande Prémio de Pau na sua lista dos “10 melhores circuitos de rua do mundo”.

## O circuito
O circuito com 2,769 quilómetros, designado de "Circuit de Pau-Ville" estabelecido ao redor da cidade francesa, é em muitos aspectos semelhante ao famoso Grande Prémio de Fórmula 1 do Mónaco . Cerca de 20 km a oeste da cidade, há um circuito permanente com 3,030 quilómetros, o Circuito Pau-Arnos .
Para o evento, os carros são configurados com um curso de suspensão maior do que o normalmente utilizado num circuito permanente para minimizar o efeito da corrida no asfalto mais ondulado do circuito citadino.

## História

### Circuito do Sud-Ouest(1900–1901)
Em 1900, no âmbito da 'Semaine de Pau', o recém-criado Automobile-club du Béarn realizou uma corrida de 300 km num circuito citadino denominado Circuit du sud-ouest (Pau – Tarbes – Bayonne – Pau). A prova recebeu o mesmo nome do circuito, e foi vencida por René de Knyff .
Em 1901, para a segunda prova, a corrida teve prémios individuais para as quatro classes distintas de participantes:
- O Grande Prémio de Pau (carros 650 kg ou mais) foi concedido a Maurice Farman ( Panhard 24 cv ).[3][4]
- O Grande Prémio do Palais d'Hiver (400-650 kg 'Carro leve') foi concedido a Henri Farman ( Darracq ).[4]
- O segundo Grande Prémio do Palais d'Hiver (menos de 400 kg Voiturettes ) concedido a Louis Renault ( Renault ).[4]
- O Prix du Béarn foi concedido a Osmont em um triciclo ' De Dion '.[4]

### Grande Prémio de França (1930)
O Grande Prémio de França foi realizado em Pau em 1930.

### Partidas doGrande Prémio de Pau

Mapa do circuito de Pau em 1933

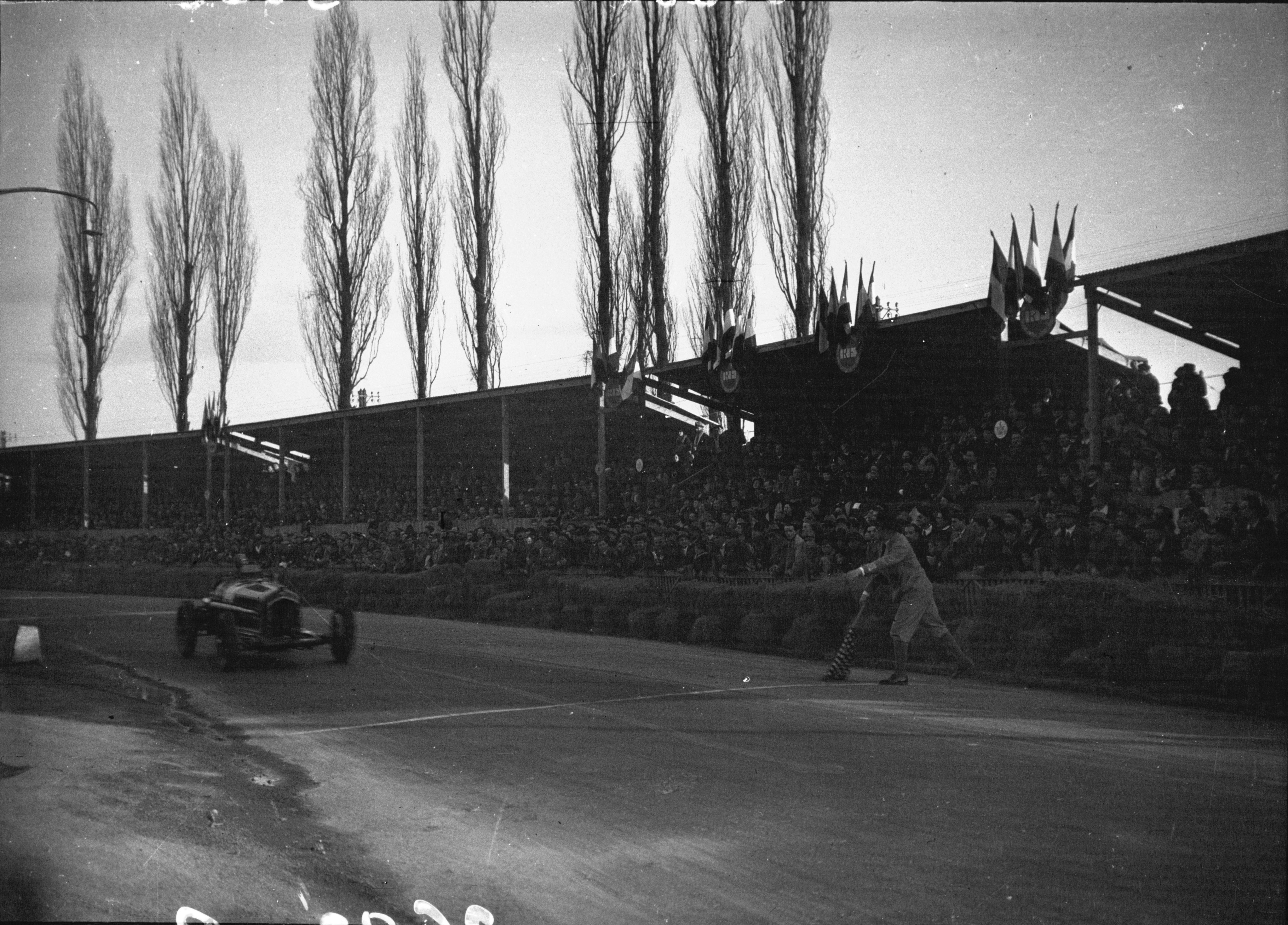
Nuvolari vence o Grande Prémio de Pau de 1935

O Grande Prémio de Pau de 1933 foi realizado em fevereiro com neve ainda no chão. A corrida foi vencida por Marcel Lehoux dirigindo um Bugatti .
Não houve Grande Prémio em 1934, e em 1935 a prova retornou com um percurso modificado que contornava o Beaumont Park – percurso que ainda hoje é usado – e a localização das  boxes também foi mudada. Em 1937, os regulamentos foram alterados e os carros de Grande Prémio foram restritos a 4.500 cc. Em 1938, o Grande Prémio de Pau foi palco de um duelo simbólico entre o francês René Dreyfus ( Delahaye ) e o alemão Rudolf Caracciola ( Mercedes-Benz ). Em 1939, ocorreu outro duelo entre dois companheiros de equipa da Mercedes, Hermann Lang e Manfred von Brauchitsch ; Lang venceu a corrida.
O evento ocorreu regularmente com uma corrida quase todos os anos, exceto durante a Segunda Guerra Mundial, mas voltou ao calendário em 1947. Os eventos de 1947 e 1948 tiveram muito sucesso, mantendo o público em suspense do início ao fim. Em 1948, o jovem Nello Pagani venceu, derrotando muitos dos pilotos famosos da época, como Raymond Sommer, Philippe Étancelin e Jean-Pierre Wimille .

### Década de 1950 e início de 1960
Em 1949, Juan Manuel Fangio venceu ao dominar o evento. Ele partiu da pole position como no ano anterior, mas também conseguiu a volta mais rápida e conquistou a vitória.
O francês Jean Behra venceu em 1954, diante de um público recorde, ao volante de um Simca - Gordini . A sua vitória foi resultado de um duelo com o piloto da Ferrari, Maurice Trintignant, numa altura em que muitos fabricantes franceses já não estavam presentes no GP.
Em 11 de abril de 1955, o italiano Mario Alborghetti morreu num acidente de corrida, o piloto da Maserati aparentemente confundiu os pedais após se distrair e bateu nuns fardos de feno. A sua morte foi anunciada aos espectadores após a corrida.
A corrida de 1956 foi cancelada após o trágico acidente em Le Mans no ano anterior. Foram feitas melhorias no circuito para a prova de 1957, tanto em termos de segurança como de conforto dos competidores e espectadores.
Depois de obedecer aos regulamentos da Fórmula 2 em 1958-1960, limitando a capacidade a 1.500 cm3 a Fórmula 1 em 1961 permitiu que o Grande Prémio de Pau voltasse aos holofotes à frente do Grande Prémio do Mónaco . No início da década de 1960, o evento foi vencido por pilotos famosos como Jack Brabham, Maurice Trintignant e Jim Clark (que alcançou sua primeira vitória em um carro de Fórmula 1 no Grande Prémio de Pau em 1961, e venceu o Grande Prémio de Pau mais três vezes em 1963-1965).

### Fórmula 2 (1964-1984)

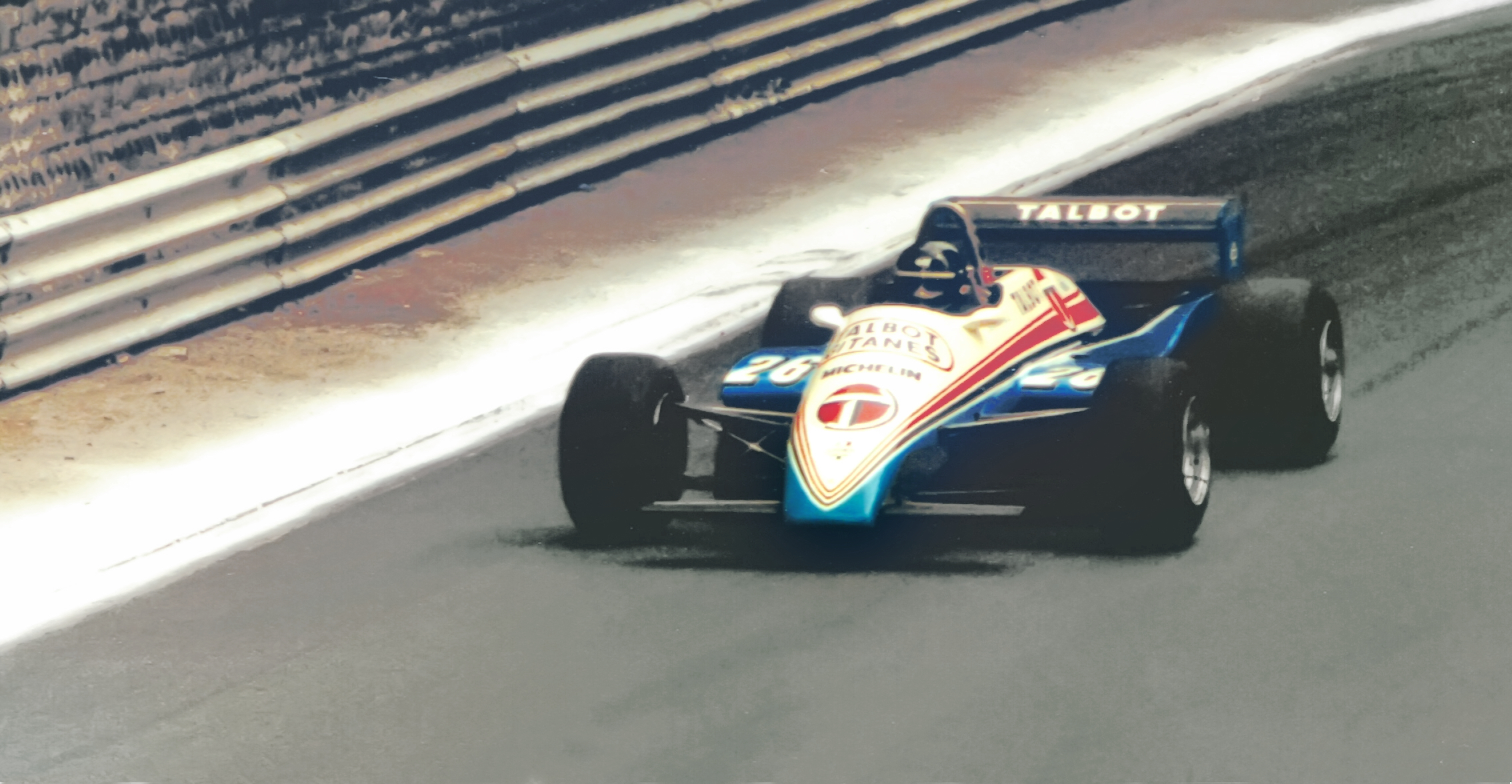
Jacques Laffite no roadshow de F1 em Pau (1982)

Em 1964, depois de mudar novamente o formato do Grande Prémio da Fórmula 1 para a Fórmula 2, Jim Clark venceu o Grande Prémio pelo segundo ano consecutivo, repetindo o sucesso pela terceira vez consecutiva no ano seguinte. Em 1967, pilotos como Jean-Pierre Beltoise e Henri Pescarolo estrearam-se em Pau. Jochen Rindt venceu seu primeiro Grande Prémio de Pau naquele ano, antes de vencer mais duas vezes em 1969 e 1970. Em 1968, Jackie Stewart venceu com a Matra Sports .
Nesse período, vários antigos e futuros campeões mundiais também correram no evento: Graham Hill, Jackie Stewart, Jack Brabham, Denny Hulme, e Emerson Fittipaldi . Também apareceram mais jovens pilotos franceses como Johnny Servoz-Gavin, Jean-Pierre Jarier, Jean-Pierre Jabouille, Patrick Depailler e François Cevert, além de outros pilotos como Reine Wisell e Peter Gethin, que venceram o Grande Prémio de 1971 e 1972 respectivamente.
Em 1973, o evento foi ameaçado por problemas com a homologação do circuito, mas rapidamente foi normalizado pela intervenção pessoal do prefeito André Labarrère (que estava no cargo desde 1971). François Cevert venceu naquele ano.
Pilotos como Jacques Laffite, Patrick Depailler e René Arnoux venceram em Pau, e muitos pilotos de F1 da época continuaram a correr na Fórmula 2 . Em 1980, o 40º Grande Prémio de Pau foi vencido pelo piloto francês Richard Dallest .

### Fórmula 3000 (1985–1998)
Em 1985, a Fórmula 3000 substituiu a Fórmula 2 como a fórmula de "segunda divisão" abaixo da Fórmula 1 e o Grande Prémio de Pau tornou-se parte do novo Campeonato Europeu de Fórmula 3000. Nesse mesmo ano, Alain Prost tornou-se co-organizador da corrida.
Em 1994, o piloto francês Nicolas Leboissetier sofreu um acidente espetacular na Virage de la gare ("esquina da estação ferroviária"), reavivando o clima de tensão que se seguiu às mortes de Ayrton Senna e Roland Ratzenberger em Ímola durante o Grande Prémio de San Marino de 1994 .
O colombiano Juan Pablo Montoya venceu a corrida duas vezes, em 1997 e 1998.
O Campeonato Francês de Supertouring foi um evento de apoio de 1993 a 2000.
No final de 1998, foi decidido que todas as corridas de Fórmula 3000 seriam organizadas exclusivamente como corridas de suporte dos Grandes Prémios de Fórmula 1 em solo europeu, e, portanto, o evento de Pau não poderia mais ser realizado como uma corrida de Fórmula 3000.

### Fórmula 3 (1999–2006)
Após o desaparecimento da corrida de Fórmula 3000 em Pau, a FIA organizou a nova Taça Europeia de Fórmula 3 em 1999. A Fórmula 3, porém, já havia chegado a Pau antes como parte do campeonato francês e uma corrida de apoio da F3000. O formato do Grande Prémio também mudou completamente: a corrida ficou mais curta (40 minutos em vez de 1,5 horas da F3000).
A mudança para uma fórmula mais júnior suscitou protestos dos espectadores apaixonados porque naquela época a Taça Europeia de Fórmula 3 não era suficientemente popular no automobilismo. A primeira edição da Taça dos Campeões Europeus é vencida por Benoît Tréluyer . Este evento também incluiu a corrida do Campeonato Francês de Fórmula 3, que não foi um campeonato. 
Em 2000, a Taça da Europa é interrompida e substituída pelo novo campeonato Fórmula 3 Euro Series, uma fusão dos campeonatos francês e alemão. Ao longo dos anos, o Grande Prémio tornou-se numa corrida muito importante no calendário da Fórmula 3. Em 2001 a corrida foi vencida por Anthony Davidson que partiu da pole position, ao volante de um Carlin Dallara-Honda. Davidson venceu a série Euro F3 naquele ano.
A edição de 2005 viu a vitória do jovem Lewis Hamilton, que se tornou Campeão Mundial de Fórmula 1 três anos depois.
Em 2006, a Fórmula 3 voltou ao calendário mas dentro do Campeonato Britânico, e as duas corridas foram vencidas por Romain Grosjean que não era um competidor regular no campeonato. 
O FFSA Silhouettes foi um evento de apoio de 2001 a 2004, enquanto o FFSA GT Championship foi disputado em 1999, 2001, 2002, 2003 e 2005. O Campeonato Britânico de GT visitou Pau em 2006 com alguns convidados da FFSA GT. 

### WTCC (2007–2009)

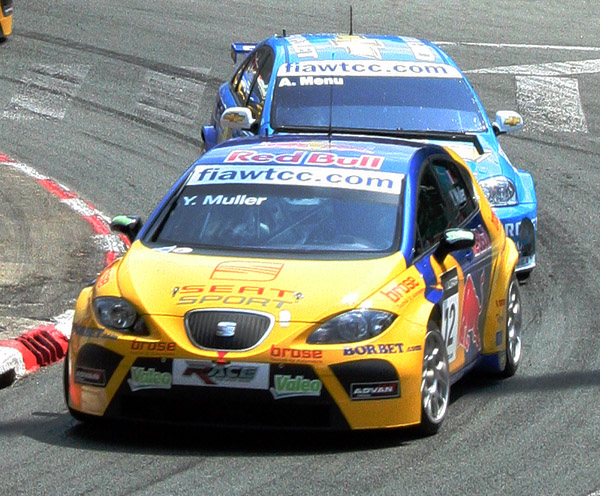
Yvan Muller em SEAT León no Grande Prémio de Pau de 2007

De 2007 a 2009, o evento mudou para carros de turismo, sediando o Campeonato Mundial de Carros de Turismo (WTCC) da Corrida de França . A F3 Euro Series voltou a apoiar o WTCC durante o evento de 2008 que viu o piloto brasileiro Augusto Farfus (WTCC) envolvido num acidente na Chicane de Foch.
Em 2009, após uma série de incidentes na primeira volta da segunda corrida, foi tomada a decisão de implementar o safety car. No entanto, os painéis 'SC' informando os pilotos sobre o período do safety car tinham acabado de ser exibidos quando o piloto do safety car entrou na pista sem receber ordem para fazê-lo. Franz Engstler, que liderava a corrida na época, estava em processo de desaceleração quando dobrou a primeira curva e sofreu uma forte colisão com o safety car que quase parou no meio da pista. A FIA posteriormente sancionou os oficiais encarregados do safety car no evento.
O evento de 2009 contou com a Taça da Europa Ocidental Fórmula Renault 2.0 ; a Fórmula Renault francesa correu pela última vez em Pau em 2006.
Na sequência de uma decisão tomada pelo município por razões financeiras, o Grande Prémio foi suspenso em 2010, e o WTCC deixou de existir a partir deste ponto.

### Regresso da Fórmula 3 (2011–2012)
O evento foi retomado em 2011 por Peter Auto e com o retorno da Fórmula 3 tendo o Troféu Internacional como evento principal. No entanto, a corrida foi mais curta do que nos anos anteriores e contou apenas com quinze pilotos na lista de inscritos, pelo que houve poucos espectadores. Além disso, o único piloto francês, Tom Dillmann, abandonou na quarta volta da corrida, que foi vencida pelo alemão Marco Wittmann .
Uma das corridas de apoio mais importantes do fim de semana foi o primeiro Grande Prémio elétrico, disputado com carros com transmissão totalmente elétrica. A categoria incluía principalmente pilotos franceses como Soheil Ayari, Franck Lagorce e Olivier Panis . Além disso, a Fórmula Renault 2.0 Alpes fez a sua primeira visita a Pau.
Em 2012, os organizadores anunciaram que além do Troféu Internacional haveria também uma etapa do Campeonato Britânico de Fórmula Três . Mas em 9 de março de 2012, o Conselho Mundial de Automobilismo da FIA anunciou que faria parte de um novo Campeonato Europeu de Fórmula 3 da FIA, revivido da série anterior que terminou em 1984. O italiano Raffaele Marciello venceu o Grande Prémio depois de dominar a qualificação e o sprint. Esta vitória fez dele um dos mais jovens vencedores do Grande Prémio de Pau, com apenas 18 anos. Não houve pilotos franceses no evento
A Porsche Carrera Cup France também foi adicionada ao programa de 2012 e um dos pilotos foi Sébastien Loeb e sua equipe Sébastien Loeb Racing . O alsaciano dominou o fim de semana e impressionou ao vencer as duas corridas com vantagem de mais de dez segundos.
No segundo Grande Prémio de Pau elétrico, as duas corridas foram vencidas pelos mesmos vencedores do ano anterior, mas na ordem inversa; a primeira corrida foi vencida por Adrien Tambay, a segunda por Mike Parisy . Entre os participantes estava o piloto canadiano Marc-Antoine Camirand que, com seu carro com as cores do Grande Prémio de Trois-Rivières, esteve presente para homenagear o piloto de Fórmula 1 Gilles Villeneuve e para trazer o GP elétrico para Trois-Rivières.
O evento de 2012 recebeu entre 22 mil e 23 mil espectadores, 10 a 15% a mais que em 2011.

### Troféu Fórmula Renault 2.0 Pau (2013)
O evento de 2013 aconteceu nos dias 18, 19 e 20 de maio. No feriado da Segunda-feira de Pentecostes, tradição histórica do Grande Prémio de Pau, a atração principal deveria ter sido o Campeonato Britânico de Fórmula Três . Mas esta série, com muita concorrência com o Campeonato Europeu de Fórmula 3 da FIA, foi forçada a reduzir o seu calendário para 4 provas e assim cancelou muitas etapas incluindo Pau. A atração principal aconteceria, portanto, como uma corrida "especial" fora do campeonato da Fórmula Renault 2.0 aberta a diversas equipes e pilotos de campeonatos europeus: o Troféu Fórmula Renault 2.0 Pau.
No final de janeiro de 2013, os organizadores anunciaram que Sébastien Loeb e Jacques Villeneuve estariam presentes em Pau na categoria Mitjet 2L.

### Retorno da Fórmula 3 Europeia (2014–2022)
De 2014 a 2018, o Grande Prémio de Pau foi encabeçado pelo Campeonato Europeu de Fórmula 3 da FIA . A Fórmula Renault 2.0 Alpes também regressou a Pau em 2014. A GT4 European Series juntou-se ao evento em 2016, sendo substituída pelo FFSA GT Championship de 2017 a 2019. Para 2019 e 2022, o Euroformula Open Championship tornou-se a nova corrida de fórmula principal. A corrida de 2020 foi cancelada devido à pandemia de COVID-19, e não havia nenhuma corrida planejada para 2021. A World Touring Car Cup e a FIA ETCR – eTouring Car World Cup juntaram-se ao evento em 2022.

### Fórmula 4 (2023)
Também em 2023, o Euroformula Open Championship pretendia ser a corrida de fórmula principal, no entanto a corrida Euroformula Open foi cancelada a 5 de maio devido a um mal-entendido entre os organizadores da Euroformula e os organizadores do GP de Pau relacionado com a possibilidade de correr com combustível sustentável durante o fim de semana. Após o cancelamento da corrida da Eurofórmula, a programação do fim de semana foi atualizada e o Campeonato Francês de F4 foi designado como corrida titular, em que a terceira corrida de Fórmula 4 seria considerada o Grande Prémio. Além do Campeonato Francês de F4, a TCR Europe Touring Car Series juntou-se ao evento em 2023.

## Eventos
Atuais
- Maio: Campeonato Francês de F4 Grande Prémio de Pau, TCR Europe Touring Car Series, Grande Prémio de Pau Histórico

Antigos
- Campeonato Eurofórmula Open (2019, 2022)
- Campeonato Europeu de Fórmula 2 (1964–1984)
- Campeonato FFSA GT (1999, 2001–2003, 2005, 2017–2019)
- FIA ETCR – Copa do Mundo de Carros de eTouring (2022)
- Taça Europeia de Fórmula 3 da FIA (1999–2003)
- Campeonato Europeu de Fórmula 3 da FIA (2011–2012, 2014–2018)
- Fórmula 3 Euro Series (2003–2005, 2008)
- Fórmula Renault 2.0 Alpes (2011–2012, 2014–2015)
- Fórmula Renault 2.0 Taça da Europa Ocidental (1971–1972, 1975–2006, 2008–2009)
- Fórmula Renault Eurocup (2017)
- Fórmula Renault Taça da Europa do Norte (2018)
- Campeonato Francês de Fórmula 3 (1964–1971, 1973, 1984–1998, 2000)
- Campeonato Francês de Fórmula Renault (1971–1972, 1975–2006, 2008–2009)
- Campeonato Francês de Supertouring (1977–1983, 1986, 1988, 1990–1991, 1993–2005)
- Fórmula Internacional 3000 (1985–1998)
- Campeonato Mundial de Carros de Turismo (2007–2009)
- Corrida da Taça do Mundo de Carros de Turismo (2022)

## Recordes de volta
O recorde não oficial de todos os tempos é de 1:08.600, estabelecido por Andrea Montermini num Reynard 92D, durante a qualificação para o Grande Prémio de Pau de 1992 . Em maio de 2023, os recordes oficiais de voltas de corrida mais rápidas no circuito de rua do Grande Prémio de Pau estavam listados como:
| Categoria                                      | Tempo                                          | Piloto                                         | Carro                                          | Evento                                         |
| Grand Prix Circuit (1935–atualidade): 2.769 km | Grand Prix Circuit (1935–atualidade): 2.769 km | Grand Prix Circuit (1935–atualidade): 2.769 km | Grand Prix Circuit (1935–atualidade): 2.769 km | Grand Prix Circuit (1935–atualidade): 2.769 km |
| ---------------------------------------------- | ---------------------------------------------- | ---------------------------------------------- | ---------------------------------------------- | ---------------------------------------------- |
| F3                                             | 1:09.788                                       | Maximilian Günther                             | Dallara F316                                   | Corrida 2 de 2017 do Campeonato Europeu F3     |
| F3000                                          | 1:09.820                                       | Emanuele Naspetti                              | Reynard 92D                                    | Grande Prémio de Pau de 1992                   |
| Euroformula Open                               | 1:10.608                                       | Oliver Goethe                                  | Dallara 320                                    | Corrida 1 do Euroformula Open de 2022          |
| International Fórmula Master                   | 1:11.703                                       | Fabio Leimer                                   | Tatuus N.T07                                   | Corrida de 2009                                |
| F2                                             | 1:12.370                                       | Kenny Acheson                                  | Ralt RH6/82                                    | Grande Prémio de Pau de 1982                   |
| Formula Renault 2.0                            | 1:13.812                                       | Martin Kodrić                                  | Tatuus FR2.0/13                                | Corrida de 2015 da Fórmula Renault 2.0 Alpes   |
| F4                                             | 1:17.091                                       | Enzo Peugeot                                   | Mygale M21-F4                                  | Corrida de 2023 do Campeonato Francês de F4    |
| GT1 (GTS)                                      | 1:18.346                                       | Boris Derichebourg                             | Chrysler Viper GTS-R                           | Corrida de 2003 do campeonato FFSA             |
| Carro de turismo TCR                           | 1:21.331                                       | Mikel Azcona                                   | Hyundai Elantra N TCR                          | FIA WTCR de 2022                               |
| GT4                                            | 1:21.806                                       | Simon Gachet                                   | Audi R8 LMS GT4                                | Corrida de 2019 do Campeonato FFSA GT          |
| silhouette racing                              | 1:22.130                                       | Anthony Beltoise                               | Ford Mondeo Silhouette                         | 2002 Pau French Supertouring round             |
| GT3                                            | 1:22.158                                       | Arnaud Peyroles                                | Dodge Viper Competition Coupe                  | 2006 Pau FFSA GT round                         |
| Super 2000                                     | 1:22.682                                       | Augusto Farfus                                 | BMW 320si                                      | Corrida WTCC de 2008                           |
| ETCR                                           | 1:23.894                                       | Tom Blomqvist                                  | Cupra e-Racer                                  | FIA ETCR de 2022                               |
| Renault Clio Cup                               | 1:28.255                                       | Nicolas Milan                                  | Renault Clio R.S. IV                           | 2017 Pau Renault Clio Cup France round         |
| F1                                             | 1:33.400                                       | Jim Clark                                      | Lotus 24                                       | 1962 Pau Grand Prix                            |
| Group 3                                        | 1:43.100                                       | Olivier Gendebien                              | Ferrari 250 GT                                 | 1958 3 Hours of Pau                            |
| GP                                             | 1:46.800                                       | Manfred von Brauchitsch                        | Mercedes-Benz W154                             | 1939 Pau Grand Prix                            |
| Fórmula Libre                                  | 1:51.700                                       | Tazio Nuvolari                                 | Alfa Romeo Tipo B                              | 1935 Pau Grand Prix                            |
| Circuito original (1933): 2.649 km             |                                                |                                                |                                                |                                                |
| Fórmula Libre                                  | 2:04.000                                       | Philippe Étancelin                             | Alfa Romeo Monza                               | 1933 Pau Grand Prix                            |

## Grande Prémio Histórico

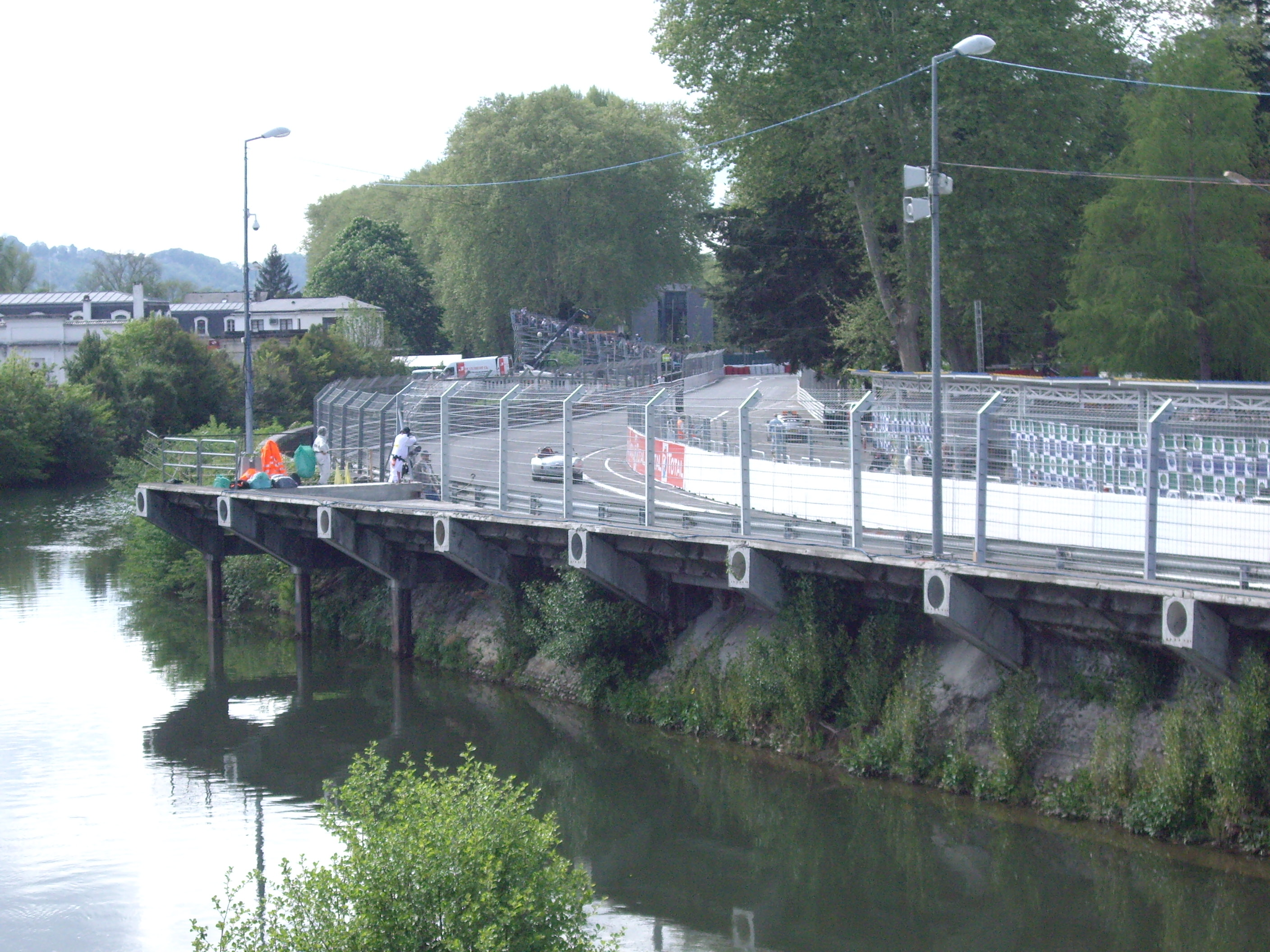
Corridas Históricas de 2012, vista da arquibancada

Desde 2001, as corridas de carros históricos são realizadas uma semana antes ou depois do Grande Prémio "moderno". As corridas incluem eventos para antigos carros de Fórmula 1 da década de 1960, entre outros.
Corridas notáveis durante o Grande Prémio Histórico de Pau desde 2001:
- Trophée Argentin ( Fórmula 2 para carros construídos entre 1950 e 1960, evento batizado em homenagem a Juan Manuel Fangio ).
- Troféu de Pau ( F1 de 1950 e 1960).
- Troféu Junior ( Fórmula Júnior ).
- Trophée des Pyrénées ( Fórmula 3, Fórmula Ford e Fórmula França ).
- Trophée Légende (carros do Grande Prémio antes da Segunda Guerra Mundial).
- Troféu Phil Hill (GT Endurance 1950 e 1960).
- Trophée Mini Classic (Turismo reservada ao Mini Cooper ).
- Trophée Flat4 (Turismo, reservado ao antigo Porsche com motores Flat 4).